# 丸紅テレコム
丸紅テレコム株式会社（まるべにてれこむ、英:MARUBENI TELECOM CO.,LTD.）は、東京都港区に本社を置く、ブロードバンド回線の販売を主な事業としている丸紅グループの企業。
現在の法人は、MXモバイリング株式会社の子会社として2015年4月1日に設立された2代目。1993年に設立された初代の法人は2015年4月1日にMXモバイリングへ吸収合併された。

## 沿革

### 旧法人（初代）
- 1993年9月 - 東京都文京区に丸紅グループの音声系通信分野における専門商社として設立。モバイル事業を開始。
- 1994年5月 - 本社所在地を東京都千代田区に移転。
- 2000年4月 - 丸紅インターネット株式会社と対等合併し、インターネット接続サービス業を受託。
- 2001年12月 - 東京証券取引所第二部に株式上場。
- 2004年5月 - 100%子会社として、comパートナーズ株式会社を設立。
- 2007年6月 - 株式会社デジタルリンク社を吸収合併。株式会社ネイビーブルーより「携帯電話販売事業」の営業権を譲受。
- 2008年
  - 2月 - 東京証券取引所第二部において上場廃止。
  - 3月 - 株式交換により、丸紅株式会社の完全子会社となる。日本通信サービス株式会社を子会社化。
- 2011年12月 - Our Credo全社リリース。
- 2012年6月 - 本社所在地を東京都港区赤坂に移転。
- 2014年2月 - 携帯電話販売関連事業をMXモバイリング株式会社へ会社分割方式により承継。
- 2015年4月 - MXモバイリング株式会社に吸収合併。

### 現法人（2代）
- 2015年4月 - MXモバイリング株式会社の子会社として設立。
- 2016年1月 - 本社所在地を東京都江東区豊洲に移転。

## 事業所
- 本社　〒135-0061　東京都江東区豊洲三丁目2番24号 豊洲フォレシア
  - 関西　〒541-0056 大阪府大阪市中央区久太郎町四丁目1番3号 大阪センタービル7階
  - 静岡オペレーションセンター　〒420-0857 静岡県静岡市葵区御幸町5番9号 静岡フコク生命ビル8階

## 特徴
- 各種通信機器やネットワーク回線の提供などを行っている。
- 中途採用が多い、退職率も高い。

## 関連会社
- 丸紅株式会社
- MXモバイリング株式会社
- 日本通信サービス株式会社